# Eyzerac
Eyzerac est une commune française située dans le département de la Dordogne, en région Nouvelle-Aquitaine.

## Géographie

### Généralités
Dans le quart nord-est du département de la Dordogne, en limite du Périgord central et du Nontronnais, Eyzerac est une commune rurale qui fait partie de l'aire d'attraction de Thiviers, zonage d’étude défini par l'Insee, qui a remplacé en 2020 l'aire urbaine de Thiviers qui incluait Eyzerac.
Le petit bourg d'Eyzerac, traversé par la route départementale 76, se situe en distances orthodromiques, trois kilomètres au sud de Thiviers et onze kilomètres au nord-ouest d'Excideuil.
La commune est également traversée par la route nationale 21 et la ligne de chemin de fer Limoges - Périgueux dont la gare la plus proche est celle de Thiviers, à quatre kilomètres du bourg par la route.
Entre Thiviers au nord et Corgnac-sur-l'Isle au sud, le sentier de grande randonnée GR 654 parcourt le territoire communal sur cinq kilomètres.
Passant par Eyzerac, sur l'ancienne ligne ferroviaire de Thiviers à Saint-Aulaire, un vélorail circule entre Excideuil et Thiviers.

### Communes limitrophes
Eyzerac est limitrophe de trois autres communes. Au nord-ouest, le territoire de Saint-Romain-et-Saint-Clément est distant d'environ 450 mètres et au nord-est celui de Nantheuil est éloigné de moins de 500 mètres.
|        | Thiviers |                    |
|        | Eyzerac  |                    |
| Vaunac |          | Corgnac-sur-l'Isle |

### Géologie et relief

#### Géologie
Situé sur la plaque nord du Bassin aquitain et bordé à son extrémité nord-est par une frange du Massif central, le département de la Dordogne présente une grande diversité géologique. Les terrains sont disposés en profondeur en strates régulières, témoins d'une sédimentation sur cette ancienne plate-forme marine. Le département peut ainsi être découpé sur le plan géologique en quatre gradins différenciés selon leur âge géologique. Eyzerac est située dans le deuxième gradin à partir du nord-est, un plateau formé de roches calcaires très dures du Jurassique que la mer a déposées par sédimentation chimique carbonatée, en bancs épais et massifs.
Les couches affleurantes sur le territoire communal sont constituées de formations superficielles du Quaternaire et de roches sédimentaires datant pour certaines du Cénozoïque, et pour d'autres du Mésozoïque. La formation la plus ancienne, notée t7-l1, date du Rhétien au Hettangien basal, composée de sables grossiers et conglomérats à stratifications entrecroisées, blancs à rouille, niveaux d'argile de couleur vert pistache à rouille. La formation la plus récente, notée CFp, fait partie des formations superficielles de type colluvions indifférenciées de versant, de vallon et plateaux issues d'alluvions, molasses, altérites. Le descriptif de ces couches est détaillé dans  la feuille « no 735 - Thiviers » de la carte géologique au 1/50 000 de la France métropolitaine, et sa notice associée.

Carte géologique d'Eyzerac.

#### Relief et paysages
Le département de la Dordogne se présente comme un vaste plateau incliné du nord-est (491 m, à la forêt de Vieillecour dans le Nontronnais, à Saint-Pierre-de-Frugie) au sud-ouest (2 m à Lamothe-Montravel). L'altitude du territoire communal varie quant à elle entre 149 m à l'est, là où le ruisseau de Chadourgnac, un maigre affluent de l'Isle quitte la commune pour entrer sur celle de Corgnac-sur-l'Isle, et 260 m,.
Dans le cadre de la Convention européenne du paysage entrée en vigueur en France le 1er juillet 2006, renforcée par la loi du 8 août 2016 pour la reconquête de la biodiversité, de la nature et des paysages, un atlas des paysages de la Dordogne a été élaboré sous maîtrise d’ouvrage de l’État et publié en octobre 2020. Les paysages du département s'organisent en huit unités paysagères et 14 sous-unités. La commune fait partie du Périgord central, un paysage vallonné, aux horizons limités par de nombreux bois, plus ou moins denses, parsemés de prairies et de petits champs.
La superficie cadastrale de la commune publiée par l'Insee, qui sert de référence dans toutes les statistiques, est de 11,03 km2,,. La superficie géographique, issue de la BD Topo, composante du Référentiel à grande échelle produit par l'IGN, est quant à elle de 11,57 km2.

### Hydrographie

#### Réseau hydrographique

Réseaux hydrographique et routier d'Eyzerac.

La commune est située dans le bassin de la Dordogne au sein du Bassin Adour-Garonne. Elle est drainée par le ruisseau de Chadourgnac et par un petit cours d'eau, qui constituent un réseau hydrographique de cinq kilomètres de longueur totale,.
Le ruisseau de Chadourgnac, affluent de rive droite de l'Isle, traverse la commune du nord-est à l'est sur trois kilomètres.

#### Gestion et qualité des eaux
Le territoire communal est couvert par le schéma d'aménagement et de gestion des eaux (SAGE) « Isle - Dronne ». Ce document de planification, dont le territoire regroupe les bassins versants de l'Isle et de la Dronne, d'une superficie de 7 500 km2, a été approuvé le 2 août 2021. La structure porteuse de l'élaboration et de la mise en œuvre est l'établissement public territorial de bassin de la Dordogne (EPIDOR). Il définit sur son territoire les objectifs généraux d’utilisation, de mise en valeur et de protection quantitative et qualitative des ressources en eau superficielle et souterraine, en respect des objectifs de qualité définis dans le troisième SDAGE  du Bassin Adour-Garonne qui couvre la période 2022-2027, approuvé le 10 mars 2022.
La qualité des eaux de baignade et des cours d’eau peut être consultée sur un site dédié géré par les agences de l’eau et l’Agence française pour la biodiversité.

### Climat
Pour des articles plus généraux, voir Climat de la Nouvelle-Aquitaine et Climat de la Dordogne.
Historiquement, la commune est exposée à un climat océanique aquitain.  
En 2020, Météo-France publie une typologie des climats de la France métropolitaine dans laquelle la commune est exposée à un climat océanique altéré et est dans une zone de transition entre les régions climatiques « Aquitaine, Gascogne » et « Ouest et nord-ouest du Massif Central ». La première est caractérisée par une pluviométrie abondante au printemps, modérée en automne, un faible ensoleillement au printemps, un été chaud (19,5 °C), des vents faibles, des brouillards fréquents en automne et en hiver et des orages fréquents en été (15 à 20 jours).  La seconde présente une pluviométrie annuelle de 900 à 1 500 mm, maximale en automne et en hiver.
Pour la période 1971-2000, la température annuelle moyenne est de 11,9 °C, avec  une amplitude thermique annuelle de 15,5 °C. Le cumul annuel moyen de précipitations est de 1 003 mm, avec 13,1 jours de précipitations en janvier et 7,6 jours en juillet. Pour la période 1991-2020, la température moyenne annuelle observée sur la station météorologique la plus proche, située sur la commune de La Coquille à 18 km à vol d'oiseau, est de 12,1 °C et le cumul annuel moyen de précipitations est de 1 178,8 mm,. Pour l'avenir, les paramètres climatiques de la commune estimés pour 2050 selon différents scénarios d’émission de gaz à effet de serre sont consultables sur un site dédié publié par Météo-France en novembre 2022.

## Urbanisme

### Typologie
Au 1er janvier 2024, Eyzerac est catégorisée commune rurale à habitat dispersé, selon la nouvelle grille communale de densité à 7 niveaux définie par l'Insee en 2022.
Elle est située hors unité urbaine. Par ailleurs la commune fait partie de l'aire d'attraction de Thiviers, dont elle est une commune de la couronne,. Cette aire, qui regroupe 10 communes, est catégorisée dans les aires de moins de 50 000 habitants,.

### Occupation des sols
L'occupation des sols de la commune, telle qu'elle ressort de la base de données européenne d’occupation biophysique des sols Corine Land Cover (CLC), est marquée par l'importance des territoires agricoles (64,8 % en 2018), une proportion identique à celle de 1990 (64,8 %). La répartition détaillée en 2018 est la suivante : 
zones agricoles hétérogènes (56,7 %), forêts (32,7 %), prairies (8,1 %), milieux à végétation arbustive et/ou herbacée (2,5 %). L'évolution de l’occupation des sols de la commune et de ses infrastructures peut être observée sur les différentes représentations cartographiques du territoire : la carte de Cassini (XVIIIe siècle), la carte d'état-major (1820-1866) et les cartes ou photos aériennes de l'IGN pour la période actuelle (1950 à aujourd'hui).

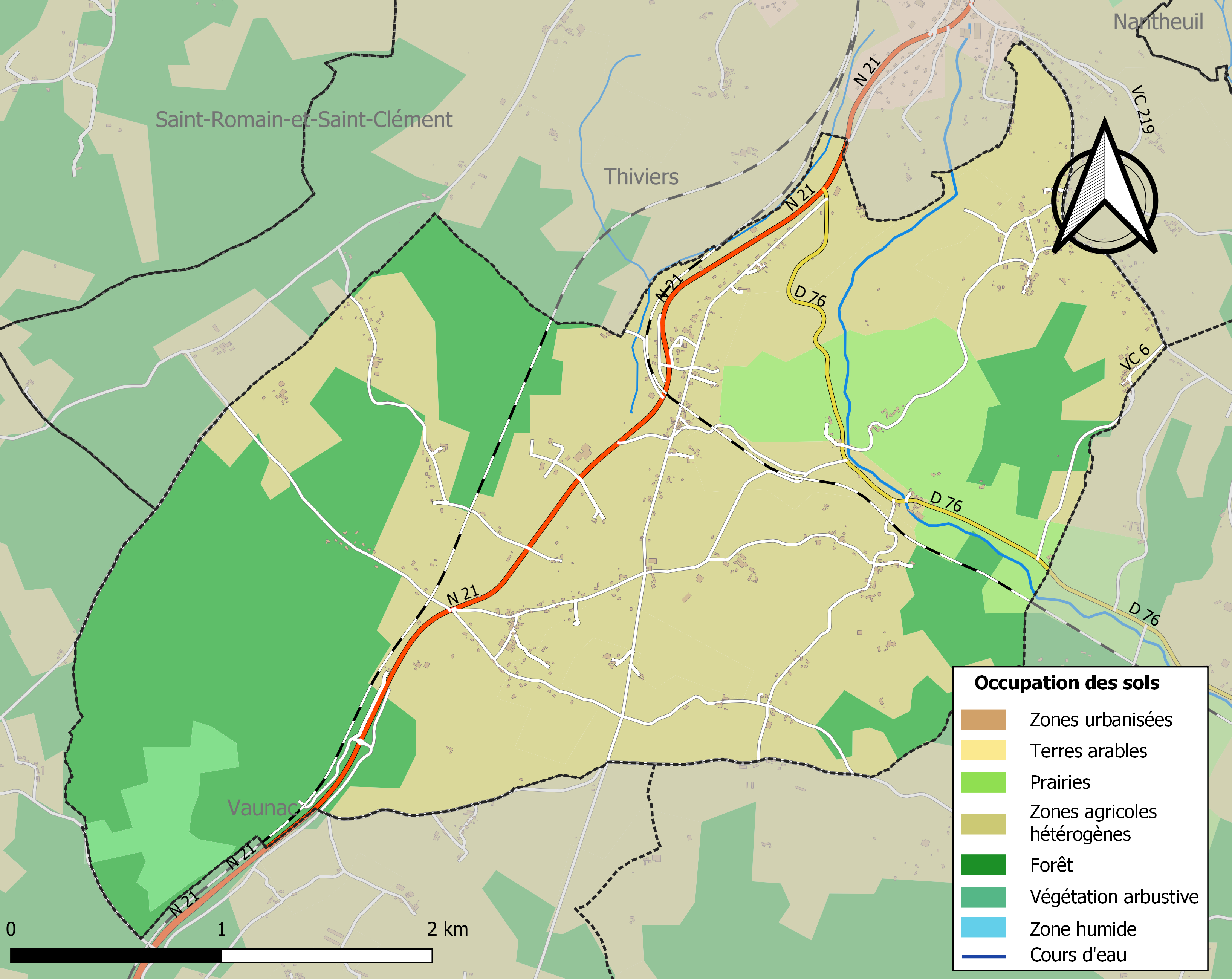
Carte des infrastructures et de l'occupation des sols de la commune en 2018 (CLC).

## Toponymie
En occitan, la commune porte le nom d'Aiserac.

## Histoire
Précédemment dépendant de la prévôté de Thiviers, la paroisse d'Eyzerac est rattachée en 1736 à la seigneurie de Laxion.
Sur la carte de Cassini représentant la France entre 1756 et 1789, le village est identifié sous le nom d'Eyzera.

## Politique et administration

### Rattachements administratifs
La commune d'Eyzerac est rattachée, dès 1790, au canton de Thiviers qui dépendait du district d'Excideuil. En 1800, les districts sont supprimés. Le canton est alors rattaché à l'arrondissement de Nontron.

### Intercommunalité
Au 1er janvier 2002, Eyzerac intègre dès sa création la communauté de communes du Pays thibérien. Au 1er janvier 2017, celle-ci est dissoute et ses communes — hormis Sorges et Ligueux en Périgord — rejoignent la communauté de communes des Marches du Périg'Or Limousin Thiviers-Jumilhac qui, en octobre 2017 prend le nom de communauté de communes Périgord-Limousin.

### Administration municipale
La population de la commune étant comprise entre 500 et 1 499 habitants au recensement de 2017, quinze conseillers municipaux ont été élus en 2020,.

### Liste des maires

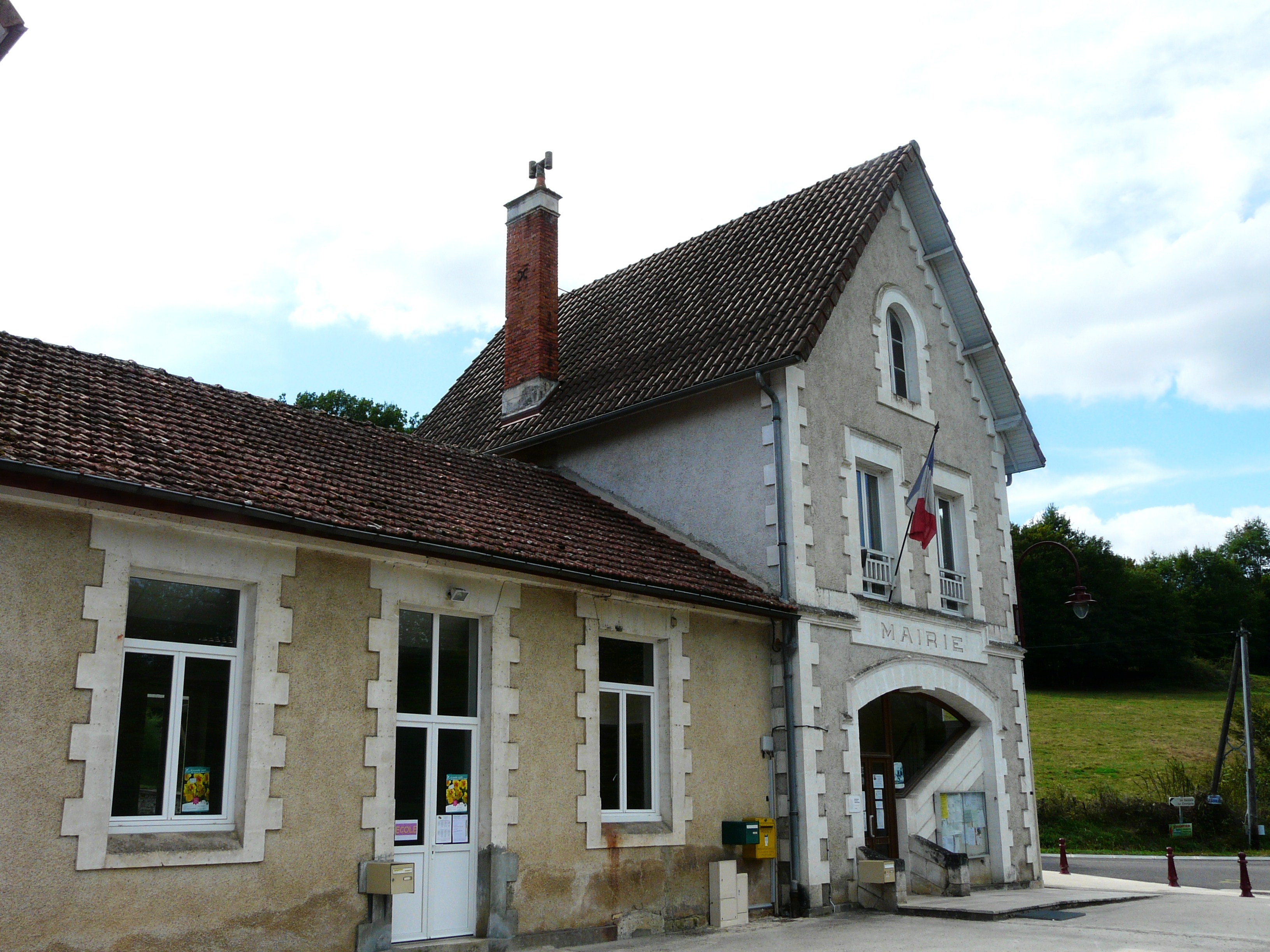
La mairie.

| Période                                  | Période         | Identité                 | Étiquette | Qualité                     |
| ---------------------------------------- | --------------- | ------------------------ | --------- | --------------------------- |
| Les données manquantes sont à compléter. |                 |                          |           |                             |
|                                          |                 |                          |           |                             |
| (1884 ou avant)                          | mai 1892        | De la Salle du Maigneaux |           |                             |
| mai 1892                                 | (1894 ou après) | Armand Vacher            |           |                             |
|                                          |                 | ?                        |           |                             |
| (1900 ou avant)                          | mai 1904        | Eusèbe Louis Adenis      |           |                             |
| mai 1904                                 |                 | Dumaignaux de la Salle   |           |                             |
| mars 1908                                | mars 1920       | Ambroise Adenis          |           |                             |
| mars 1920                                | mai 1925        | Henri Nicolas            |           |                             |
| mai 1925                                 | mai 1935        | Jacques Dubut            |           |                             |
| mai 1935                                 | novembre 1944   | Aubin Bost               |           |                             |
| novembre 1944                            | mars 1961       | Georges Antoine          |           |                             |
| avril 1961                               | juin 1995       | Marcel Bost              |           |                             |
| juin 1995                                | mars 2014       | Yves Puivif              | SE        | Cadre d'entreprise retraité |
| mars 2014 (réélu en mai 2020)            | En cours        | Claude Bost              |           |                             |

## Équipements et services publics

### Eau
En 2024, la commune dépend du Syndicat intercommunal d'alimentation en eau potable (SIAEP) du Nord Est Périgord.

### Enseignement
En 2014, Corgnac-sur-l'Isle, Eyzerac, Saint-Germain-des-Prés et Saint-Jory-las-Bloux sont organisées en regroupement pédagogique intercommunal (RPI) au niveau des classes de primaire.

### Justice
Dans le domaine judiciaire, Eyzerac relève : 
- du tribunal judiciaire, du tribunal pour enfants, du conseil de prud'hommes et du tribunal de commerce de Périgueux ;
- du pôle Nationalité du tribunal judiciaire de Périgueux (compétent uniquement dans le domaine de la nationalité) ;
- de la cour d'appel, du tribunal administratif et de la  cour administrative d'appel de Bordeaux.

### Transports
La commune était desservie par la ligne de Thiviers à Saint-Aulaire. La gare est maintenant la propriété de l'association « Vélo rail du Périgord vert ».

## Population et société

### Démographie
L'évolution du nombre d'habitants est connue à travers les recensements de la population effectués dans la commune depuis 1793. Pour les communes de moins de 10 000 habitants, une enquête de recensement portant sur toute la population est réalisée tous les cinq ans, les populations de référence des années intermédiaires étant quant à elles estimées par interpolation ou extrapolation. Pour la commune, le premier recensement exhaustif entrant dans le cadre du nouveau dispositif a été réalisé en 2008.

En 2022, la commune comptait 547 habitants, en évolution de −2,84 % par rapport à 2016 (Dordogne : +0,37 %, France hors Mayotte : +2,11 %).
| 1793 | 1800 | 1806 | 1821 | 1831 | 1836 | 1841 | 1846 | 1851 |
| ---- | ---- | ---- | ---- | ---- | ---- | ---- | ---- | ---- |
| 473  | 463  | 514  | 533  | 556  | 555  | 557  | 552  | 569  |

| 1856 | 1861 | 1866 | 1872 | 1876 | 1881 | 1886 | 1891 | 1896 |
| ---- | ---- | ---- | ---- | ---- | ---- | ---- | ---- | ---- |
| 590  | 600  | 648  | 669  | 709  | 769  | 785  | 868  | 634  |

| 1901 | 1906 | 1911 | 1921 | 1926 | 1931 | 1936 | 1946 | 1954 |
| ---- | ---- | ---- | ---- | ---- | ---- | ---- | ---- | ---- |
| 621  | 631  | 601  | 571  | 592  | 527  | 515  | 480  | 518  |

| 1962 | 1968 | 1975 | 1982 | 1990 | 1999 | 2006 | 2008 | 2013 |
| ---- | ---- | ---- | ---- | ---- | ---- | ---- | ---- | ---- |
| 462  | 432  | 422  | 430  | 493  | 510  | 556  | 569  | 558  |

| 2018 | 2022 | - | - | - | - | - | - | - |
| ---- | ---- | - | - | - | - | - | - | - |
| 558  | 547  | - | - | - | - | - | - | - |

## Économie

### Emploi
En 2015, parmi la population communale comprise entre 15 et 64 ans, les actifs représentent 272 personnes, soit 48,1 % de la population municipale. Le nombre de chômeurs (vingt-quatre) a presque triplé par rapport à 2010 (neuf) et le taux de chômage de cette population active s'établit à 8,9 %.

### Établissements
Au 31 décembre 2015, la commune compte quarante-cinq établissements, dont vingt-quatre au niveau des commerces, transports ou services, sept dans la construction, six dans l'industrie, cinq dans l'agriculture, la sylviculture ou la pêche, et trois relatifs au secteur administratif, à l'enseignement, à la santé ou à l'action sociale.

## Culture locale et patrimoine

### Lieux et monuments
- Église Saint-Martial, néoromane du XIXe siècle
- Manoir de Chadournac (ou Chadourgnac)

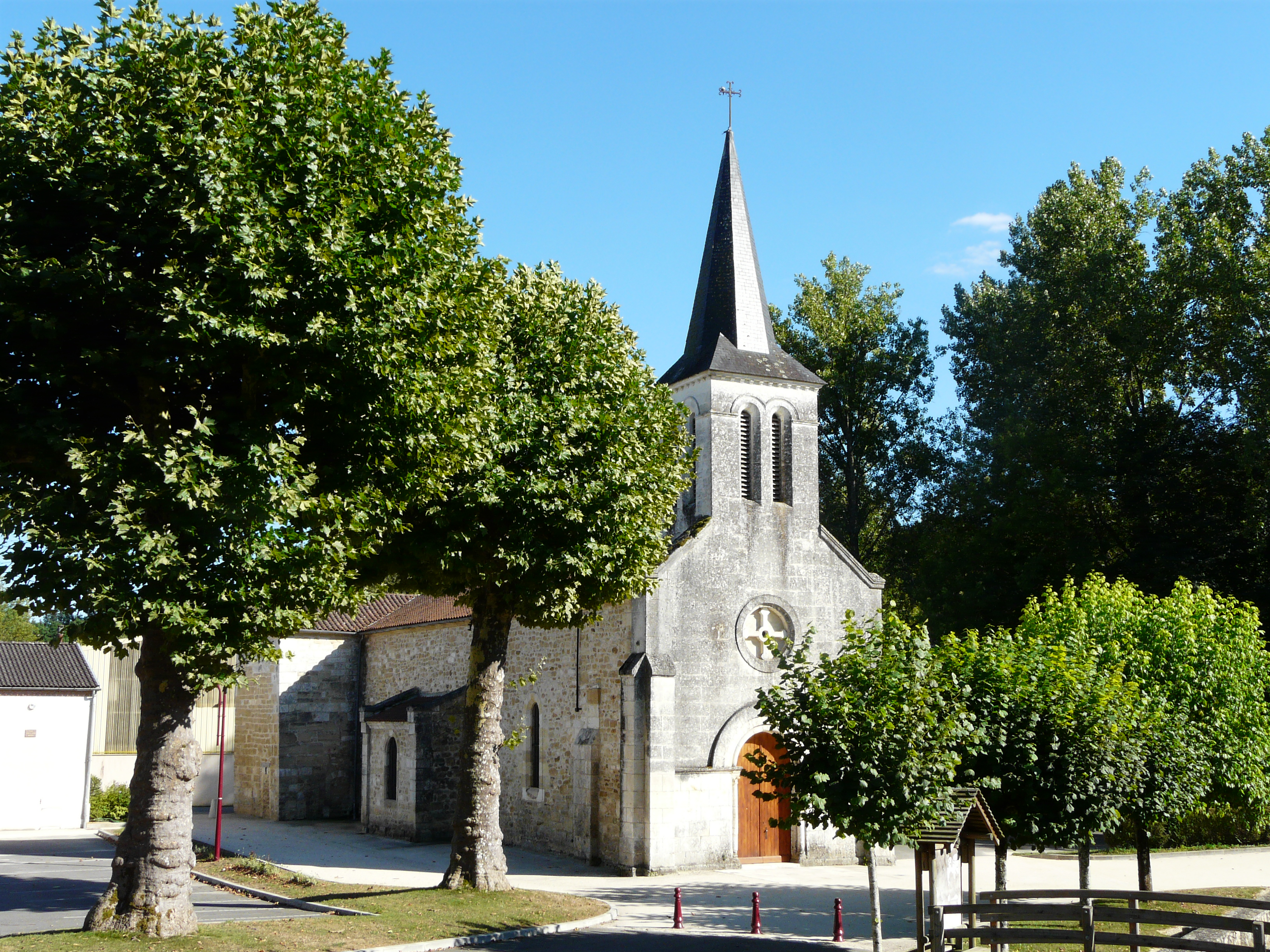
L'église Saint-Martial.
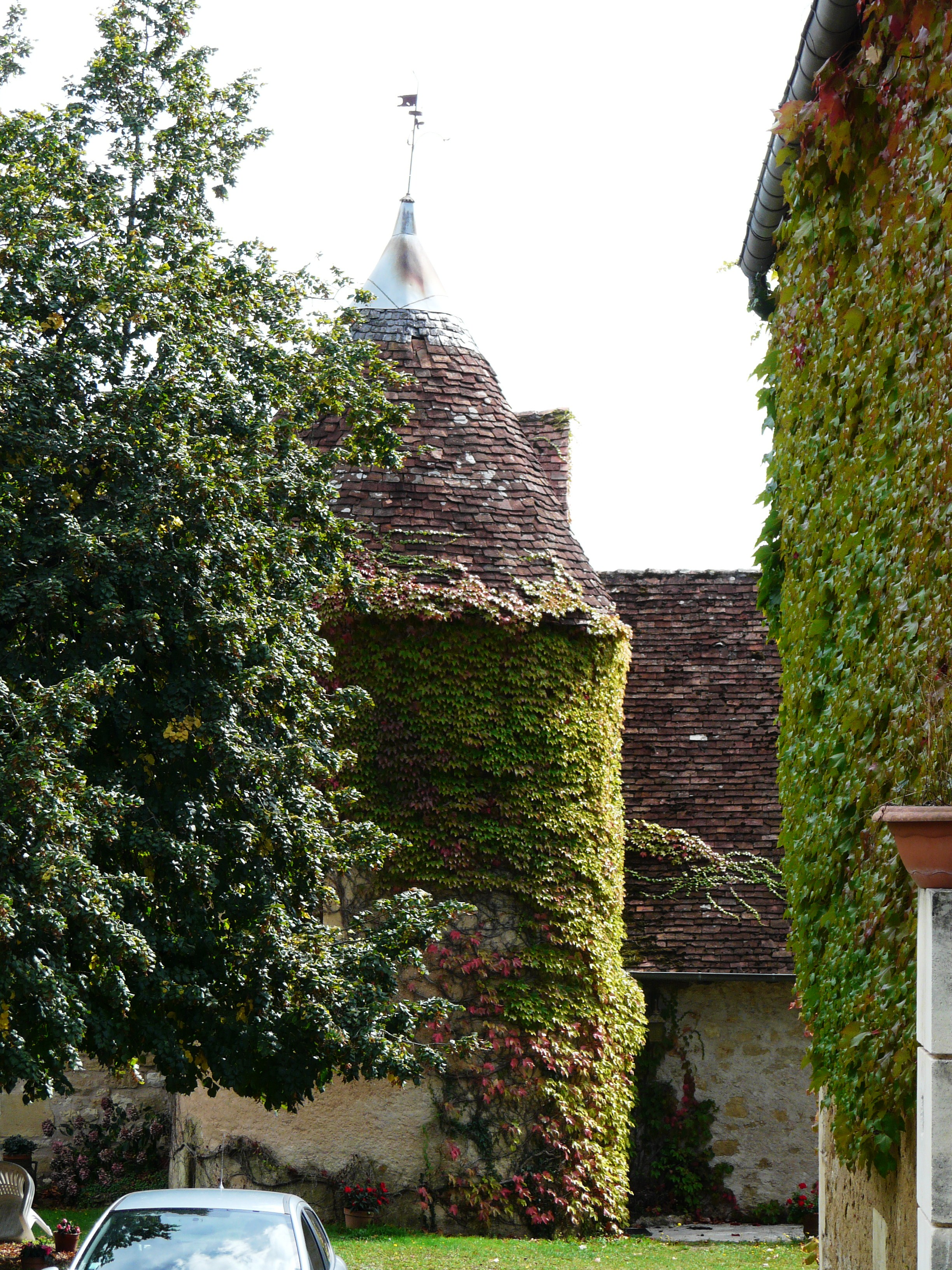
La tour du manoir de Chadournac.
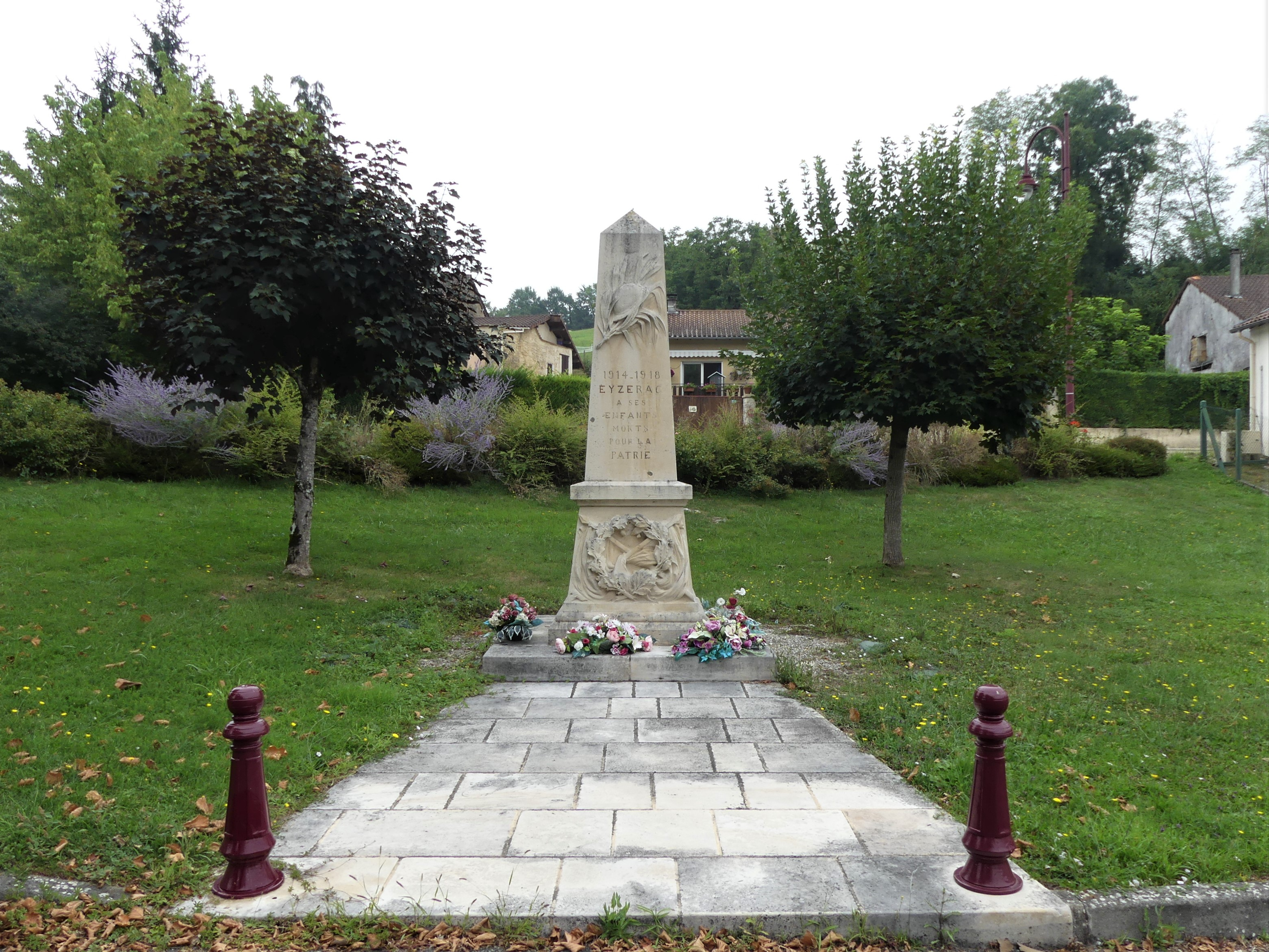
Le monument aux morts.

## Pour approfondir